# Eremobium aegyptiacum
Eremobium aegyptiacum är en korsblommig växtart som först beskrevs av Spreng., och fick sitt nu gällande namn av Paul Friedrich August Ascherson. Eremobium aegyptiacum ingår i släktet Eremobium och familjen korsblommiga växter. Inga underarter finns listade i Catalogue of Life.

## Bildgalleri

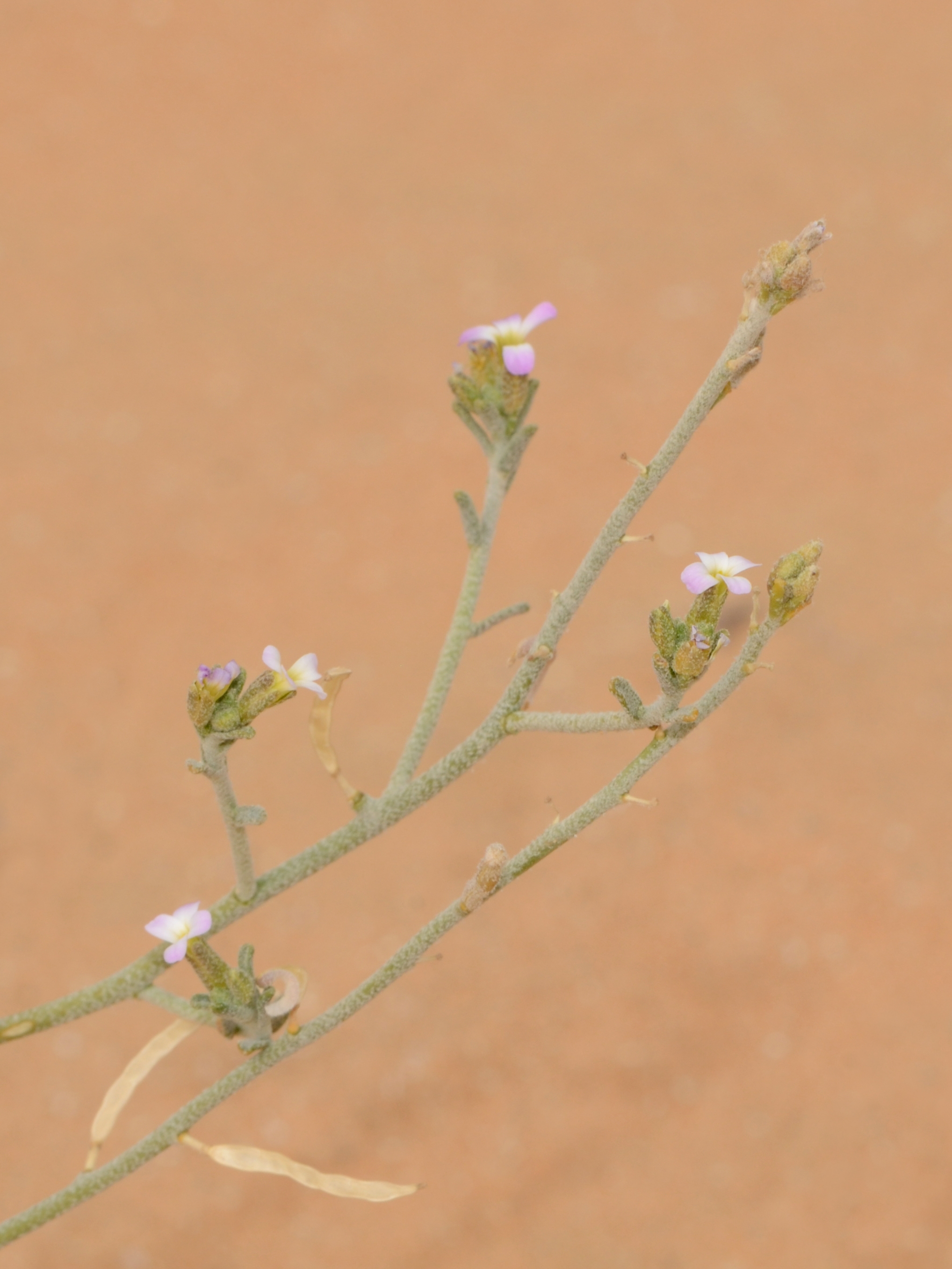
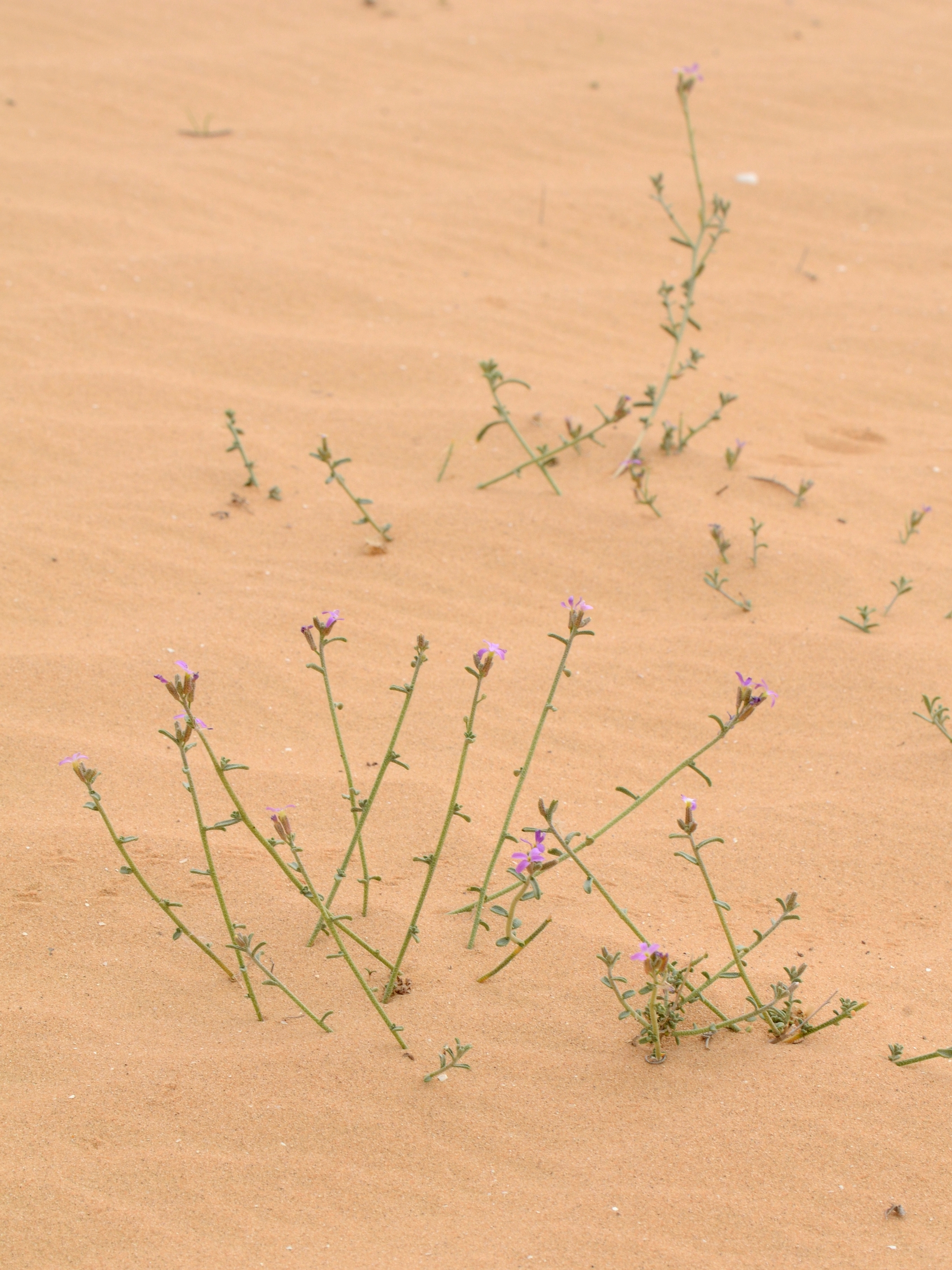
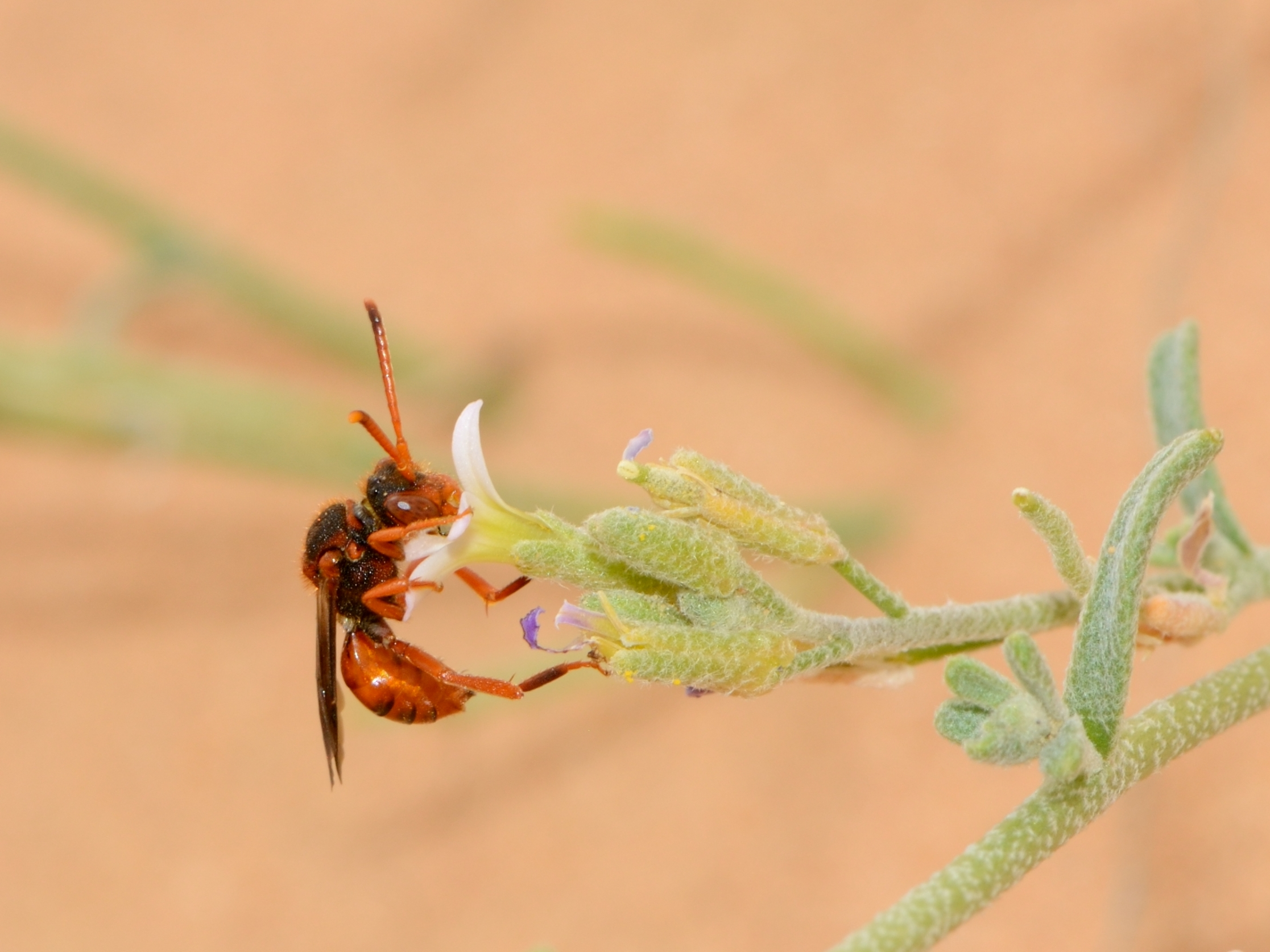